# Newton (Golden Valley)
Newton – wieś i civil parish w Anglii, w hrabstwie Herefordshire. W 2011 civil parish liczyła 139 mieszkańców. Newton jest wspomniana w Domesday Book (1086) jako Newentone/Niwetune.